# Ну, погоди! (электронная игра)

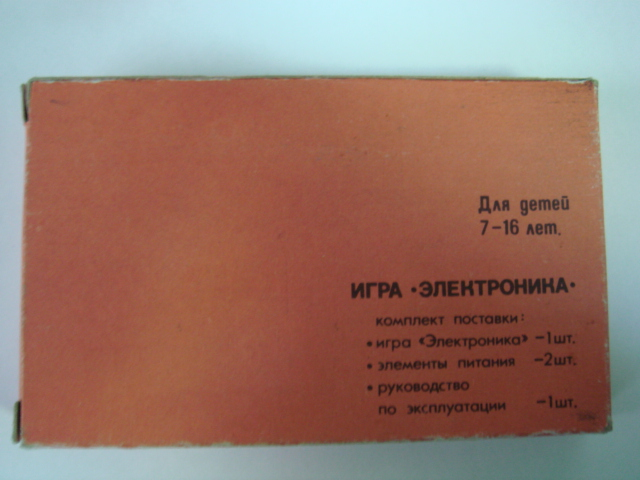
Упаковка

«Ну, погоди!» («Электроника ИМ-02») — электронная игра, самая известная и популярная из серии первых советских портативных электронных игр с жидкокристаллическим экраном, производимых под торговой маркой «Электроника». Производилась с 1984 года. Кроме игры, устройство обладает функцией часов и будильника. Розничная цена составляла 25 рублей (позднее — 23 рубля).
Первоначально не имела категорийного номера. Впоследствии получила номер «Электроника ИМ-02». Аббревиатура «ИМ» означает «игра микропроцессорная».
Микропроцессор: КБ1013ВК1-2, дисплей ИЖМ2-71-01 (в первых выпусках) или ИЖМ13-71.

## Описание игры
Четыре курицы, сидящие на насестах, несут яйца, скатывающиеся вниз по четырём лоткам. Управляя Волком (из мультфильма «Ну, погоди!»), который может принимать четыре положения (напротив каждого лотка), требуется наловить как можно больше яиц в корзину. За каждое пойманное яйцо игроку добавляется по одному очку. Сначала яйца катятся медленно, но постепенно темп игры увеличивается. После набора каждой целой сотни очков темп игры немного замедляется.
В случае падения яйца на землю игроку начисляется штрафное очко, которое обозначается изображением вылупляющегося цыплёнка. Если падение произошло в присутствии Зайца, высунувшегося из окна домика в левом углу, то из упавшего разбитого яйца выбегает цыпленок (в отсутствие зайца яйцо просто разбивается и начисляется целое штрафное очко), а игроку начисляется половина штрафного очка, изображение штрафного цыплёнка при этом мигает. При наборе в корзину 200 и 500 яиц штрафные очки аннулируются. После получения трёх штрафных очков (от трёх до шести падений яиц) игра прекращается. После достижения 999 очков игра продолжается со счёта 0, набранный штраф не сбрасывается (в дальнейшем может быть сброшен при повторном достижении 200 очков). При этом скорость игры немного снижается, но она уже гораздо больше, чем на первом круге. Далее она вновь продолжает увеличиваться. При этом в «таблице рекордов» (рекорд высвечивается при нажатии и удержании кнопки «Игра А» или «Игра Б») остаётся число 999.
Игра имеет две степени сложности, вызываемые соответственно кнопками «Игра А» и «Игра Б», расположенными в правом верхнем углу игры. Игра А означает, что яйца начинают катиться только по трём лоткам одновременно, в Игре Б — по всем четырём. Неиспользуемый лоток в Игре А зависит от количества штрафных очков: при 0 очков не используется нижний левый лоток, при 0,5 и 1 штрафном очке — нижний правый лоток, при 1,5 и 2 штрафных очках — верхний левый лоток, а при 2,5 штрафных очках — верхний правый лоток. При аннулировании штрафных очков незадействованный лоток меняется на нижний левый, как при 0 штрафных очков, как только по нему скатываются все яйца.

## Режим часов и будильника
Под двумя кнопками запуска игры находится кнопка «Время» для переключения из игрового режима в режим показания времени. При нажатии и удержании кнопки отображается время звонка будильника. В режиме часов кроме показаний времени на дисплее в режиме заставки Волк также самостоятельно ловит яйца (без звука катящихся яиц) и иногда роняет их. Когда будильник звенит (посекундные звуковые сигналы в течение минуты), на экране из окна домика высовывается Заяц (из мультфильма «Ну, погоди!») и звонит в колокольчик. Для входа в режимы установки текущего времени и времени сигнала будильника есть утопленные кнопки нажимаемые остриём пишущей ручки. Значение часа устанавливается левыми кнопками джойстика, минут — правыми.
На задней стороне игры расположена складывающаяся металлическая ножка, позволяющая ставить игру на стол по аналогии с фоторамкой. В 90-е годы встречалось исполнение без ножки.

## Факты
- Является аналогом японского Nintendo EG-26 Egg из серии Nintendo Game & Watch. По этой причине часы в игре «Ну, погоди!» работают по 12-часовому циклу (используемому в США и некоторых других странах). Волк со шляпой из оригинальной игры был заменён Волком (из мультфильма «Ну погоди!») с корзиной, а петух, выглядывающий из домика, — Зайцем[4].
- Также распространена «Электроника 24-01» с Микки-Маусом вместо Волка, а вместо Зайца была Минни. Кнопки «Игра А» и «Игра Б» назывались соответственно «Игра 1» и «Игра 2».
- Производилась в том числе на белорусском заводе «Эвистор». Позднее был выпущен целый ряд электронных игр, обычно — с аналогичной игровой механикой, но другими персонажами и оформлением.
- В различных версиях игры были небольшие различия в изображениях на экране:
  - в одном варианте трусы у Волка в цветочек, а в другом — в горошек; был также вариант, когда на трусах изображены звёздочки, а вместо символов ДП и ПП — циферблат часов (этот вариант прорисовки самый редкий);
  - разная прорисовка куриц[4].
- Среди детей 1980-х годов бытовали разные мифы, что при достижении 1000 очков (что было чрезвычайно сложно) прозвучит призовая мелодия или игра показывает мультфильм «Ну погоди!» (варианты: Заяц выбегает на экран и дарит Волку букет цветов, Волк танцует), хотя подобная мультипликация принципиально невозможна при использовании дисплея подобного типа. Мелодия не была предусмотрена, хотя, в принципе, возможна, как и примитивный танец Волка. На самом деле, после того, как набраны 999+1 очко, игра просто начинается заново с 0 очков и на более высокой скорости, чем в самом начале.